# Hedwig Village (Teksas)
Hedwig Village je grad u američkoj saveznoj državi Teksas. Prema popisu stanovništva iz 2010. u njemu je živjelo 2.557 stanovnika.